# Musée Henri-Mathieu
Le musée Henri-Mathieu est un musée vosgien situé dans l'ancienne synagogue de Bruyères.

## Histoire

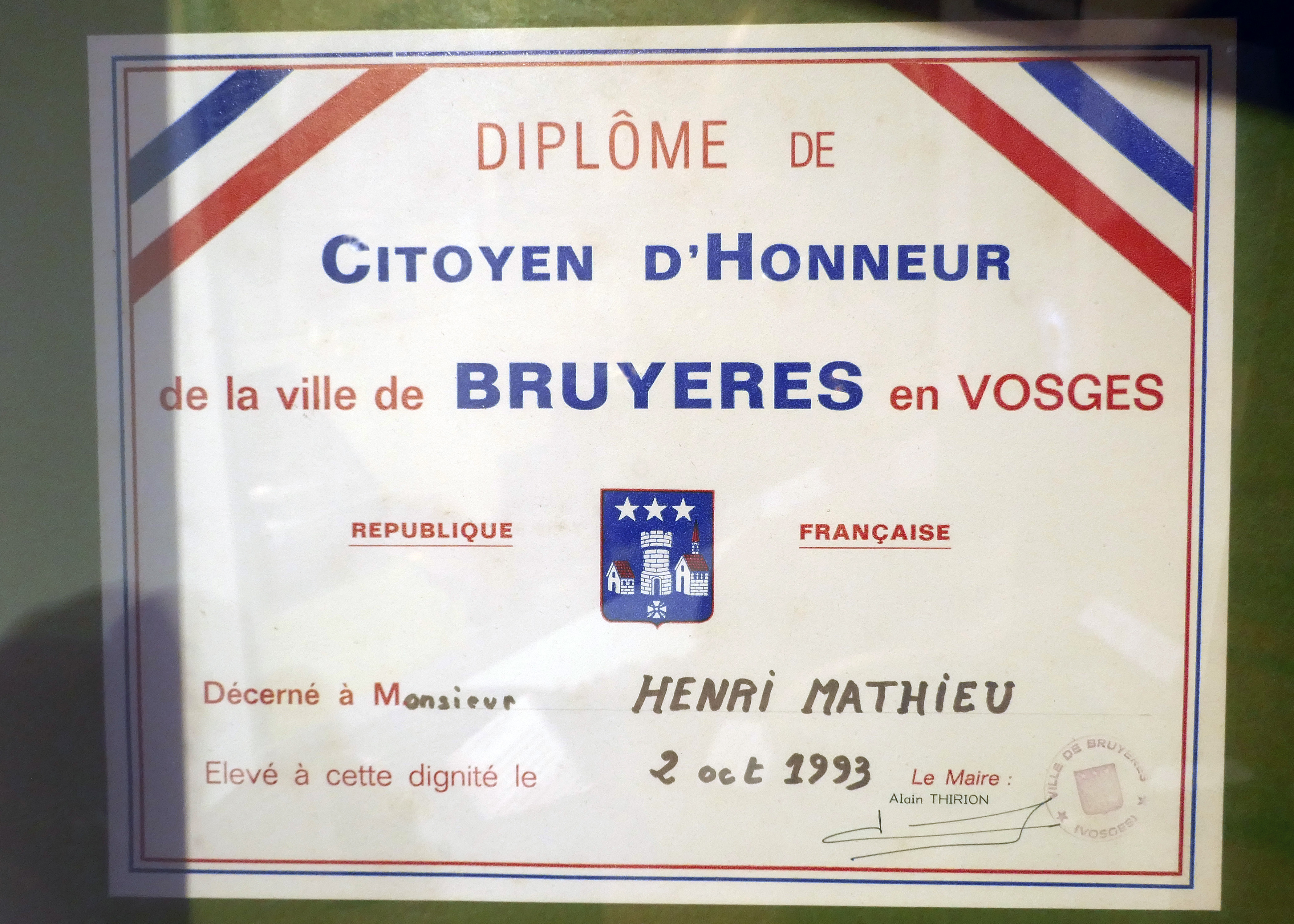
Diplôme de citoyen d'honneur de la ville de Bruyères (1993).

Le bâtiment en grès des Vosges est construit en 1902 grâce au financement d'un mécène, Daniel Osiris, pour la communauté juive de Bruyères par l'architecte parisien Lucien Hesse. Bien que la synagogue a servi d'entrepôt, elle conserve l'essentiel de ses dispositions d'origine. Restaurée en 1995, elle abrite le musée « Mathieu » sur la céramique et la faïence hospitalière, inauguré en 1996.
L'ancienne synagogue fait l’objet d’une inscription au titre des monuments historiques depuis le 16 juillet 1991. Elle bénéficie donc du label « Patrimoine du XXe siècle ».
En 1993, la générosité d'Henri Mathieu a permis la transformation en musée de l'ancienne synagogue qui avait servi de lieu de culte jusqu'à l'invasion allemande de 1940, avant d'être transformée en dépôt de l'armée occupante.

## Henri Mathieu

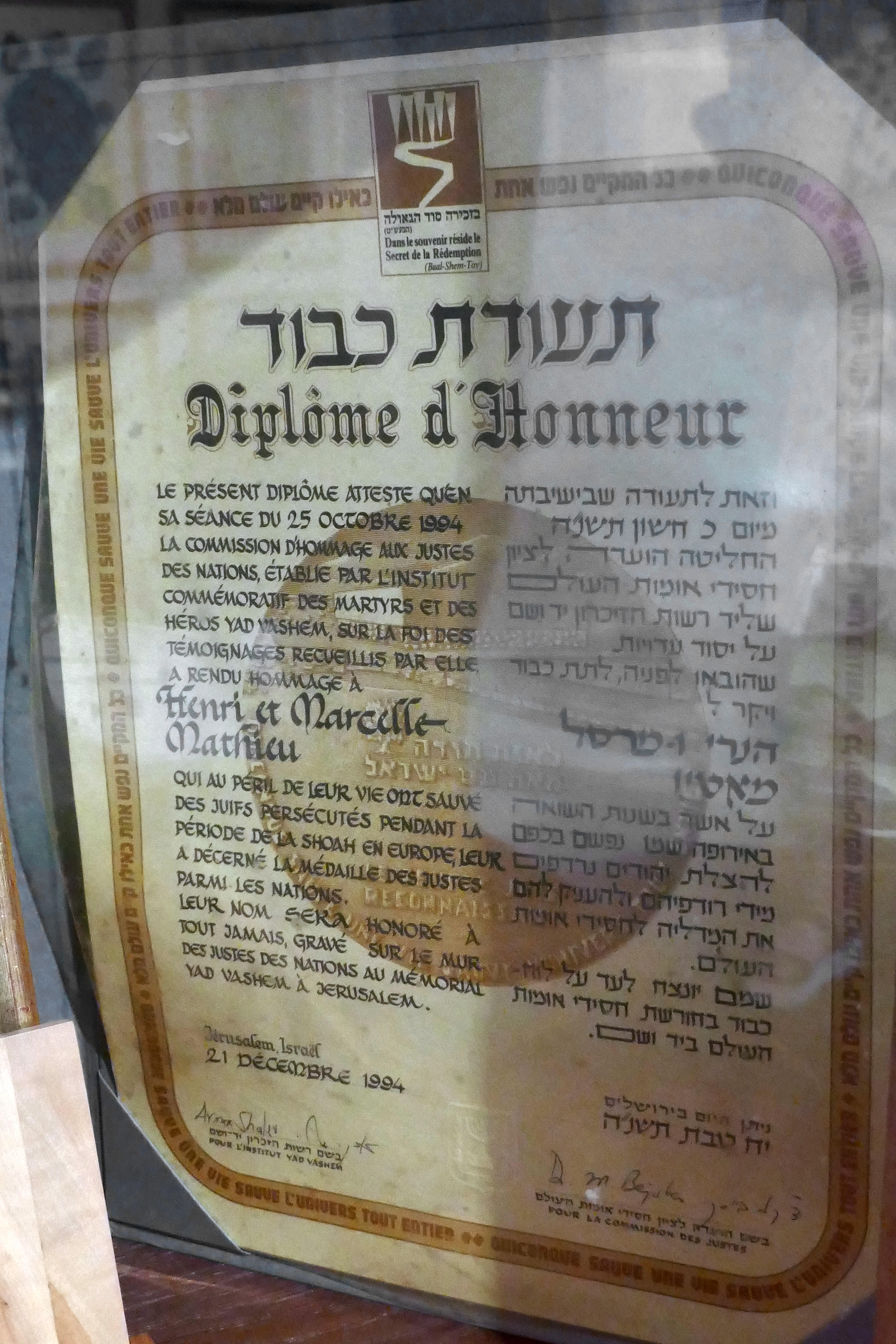
Diplôme d'honneur Yad Vashem (Jérusalem, 1994).

Au début de la Seconde Guerre mondiale, lors de l'évacuation, Henri Mathieu trouve refuge, avec sa femme Marcelle, dans le petit village de Saint-Pierre-de-Chignac, en Dordogne, où sont également réfugiés Madame Tenenbaum et ses deux enfants, Fanny et Pierre, tandis que leur père est prisonnier en Allemagne. 
Le 16 mars 1944, les enfants, âgés de 10 et 13 ans, sont témoins de l'arrestation de leur mère lors d'une rafle des Juifs du village par les Allemands. Ils sont alors recueillis par Henri et Marcelle Mathieu qui les prennent en charge jusqu'au retour de leur mère à la fin de la guerre. 
Le 24 octobre 1994, le titre de Juste parmi les nations est décerné à Henri et Marcelle Mathieu.

## Collections
Animé par des bénévoles, le musée compte neuf salles. La céramique et la pharmacie de l'ancien hôpital y occupent une place de choix.

### Judaica

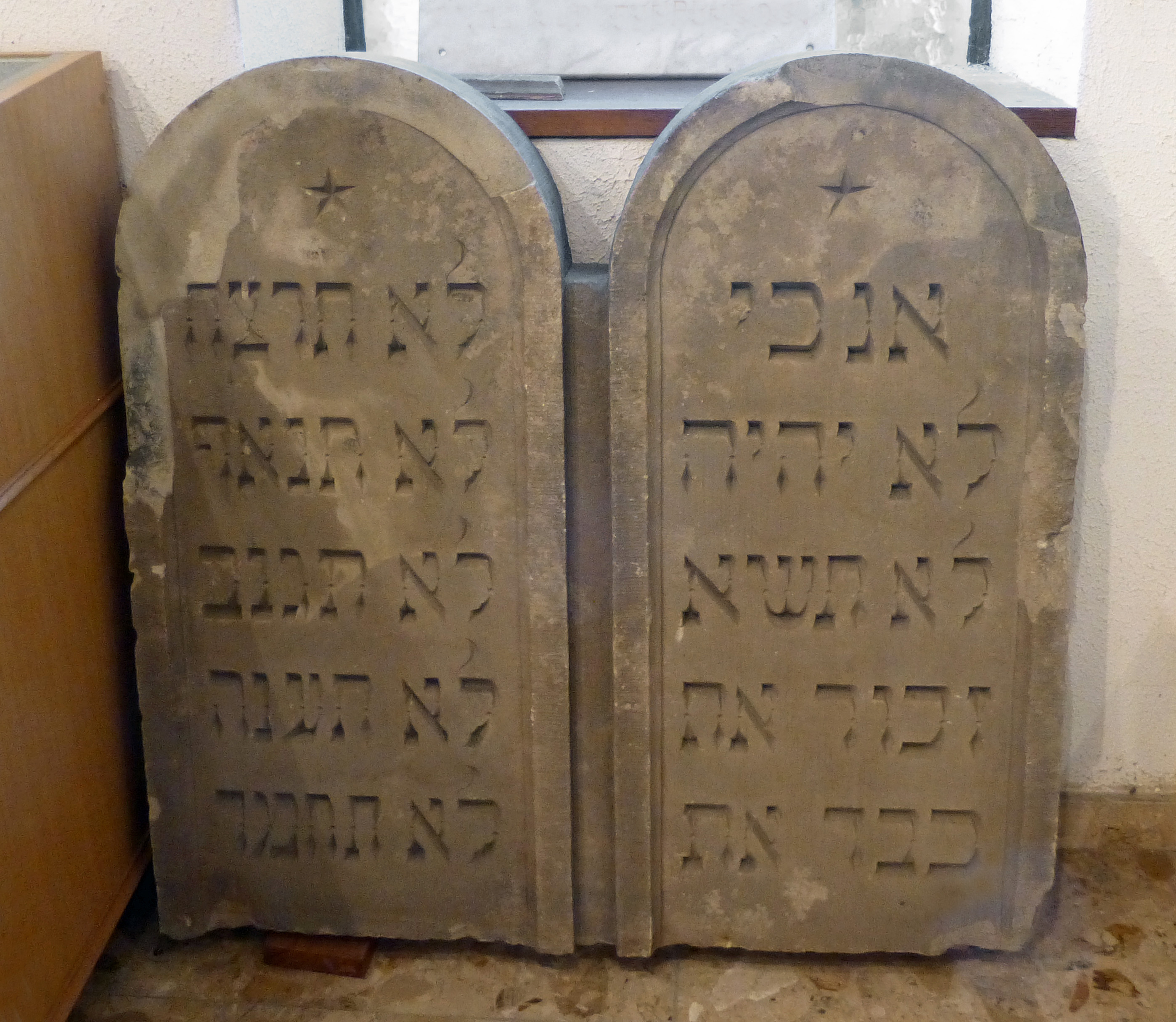
Tables de la Loi (ancienne synagogue de Remiremont).
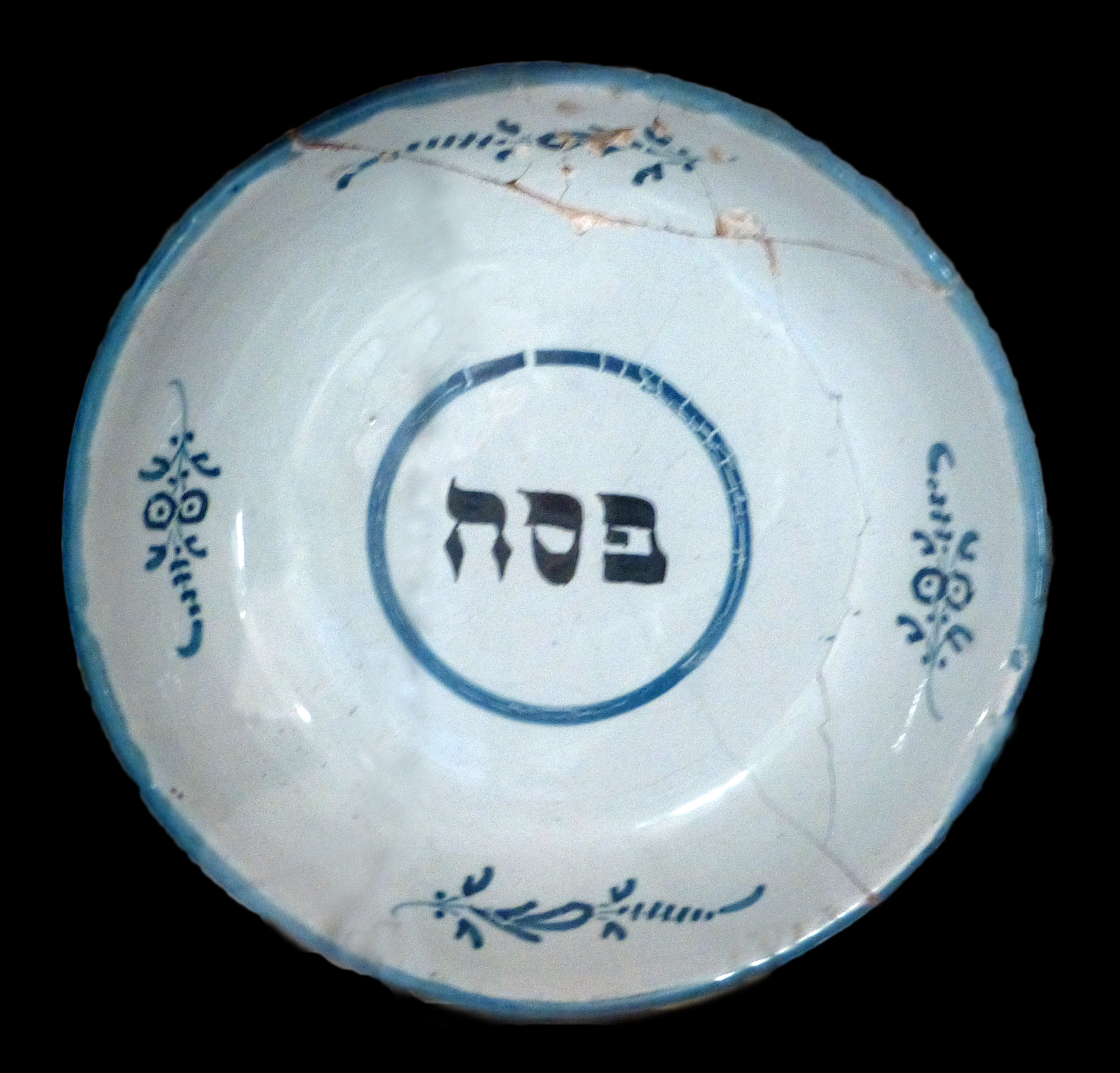
Assiette pour la Pâque juive (Pessa'h).
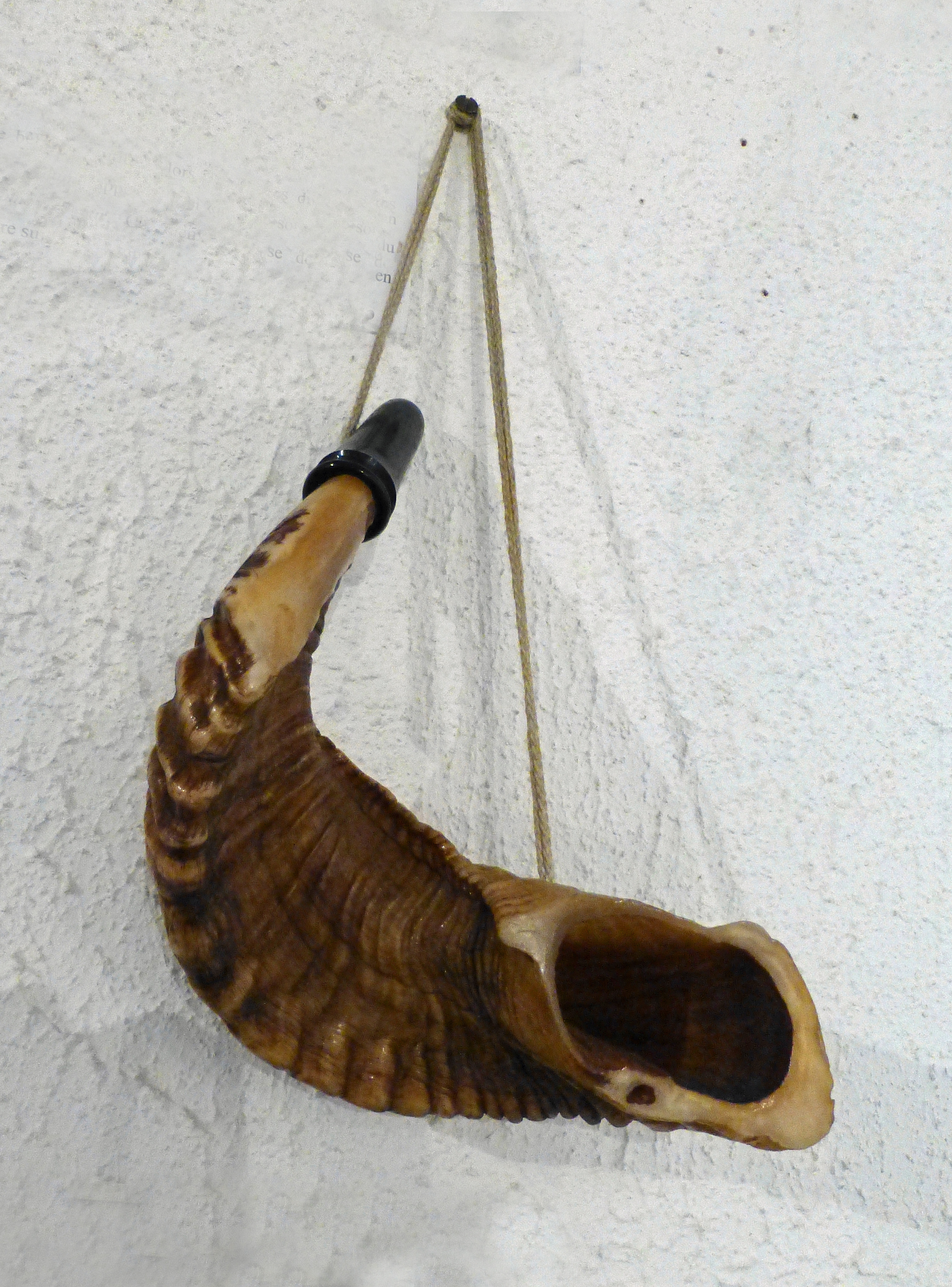
Corne de bélier utilisée pour Roch Hachana et Yom Kippour.
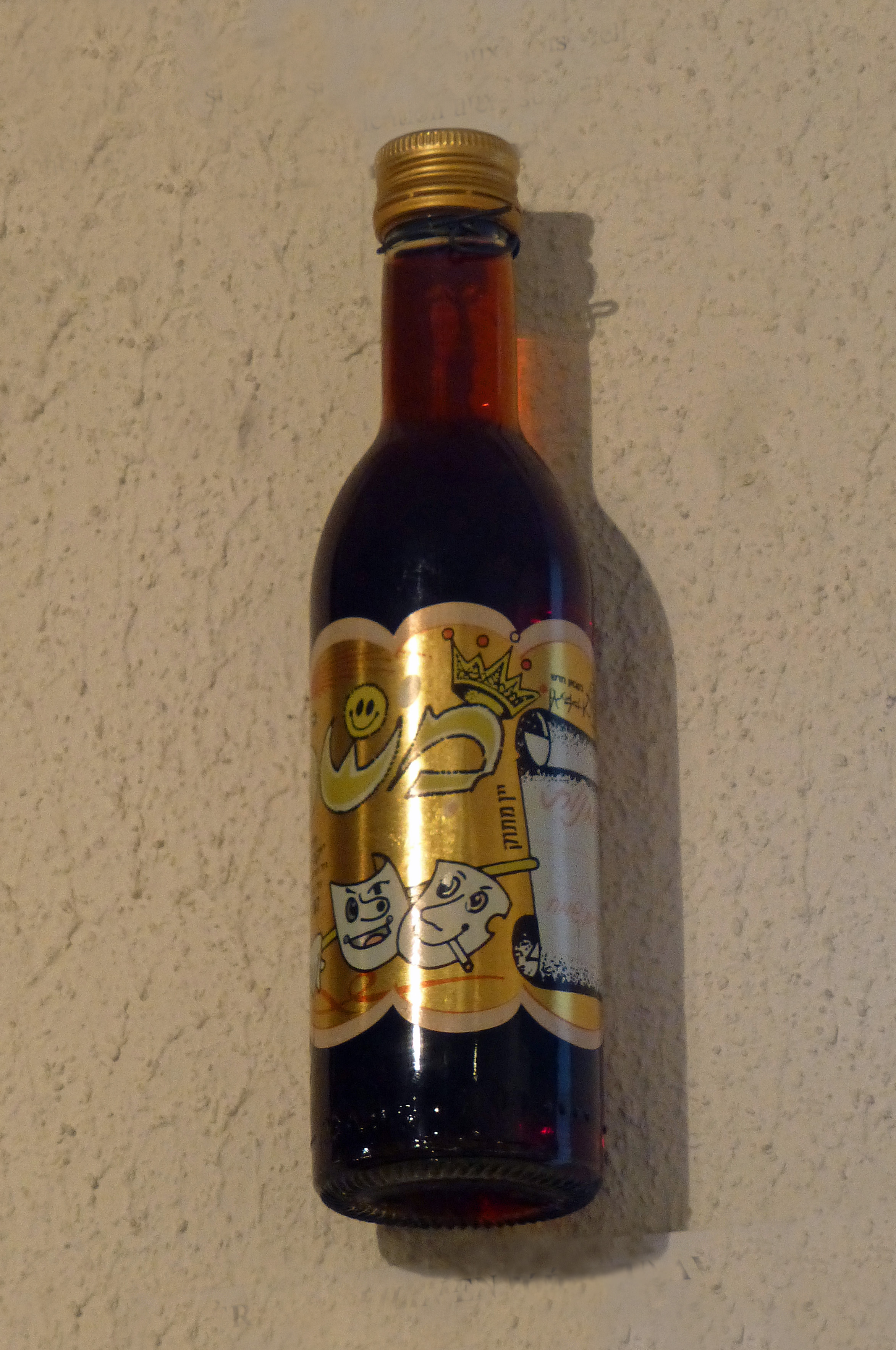
Bouteille de vin kascher.
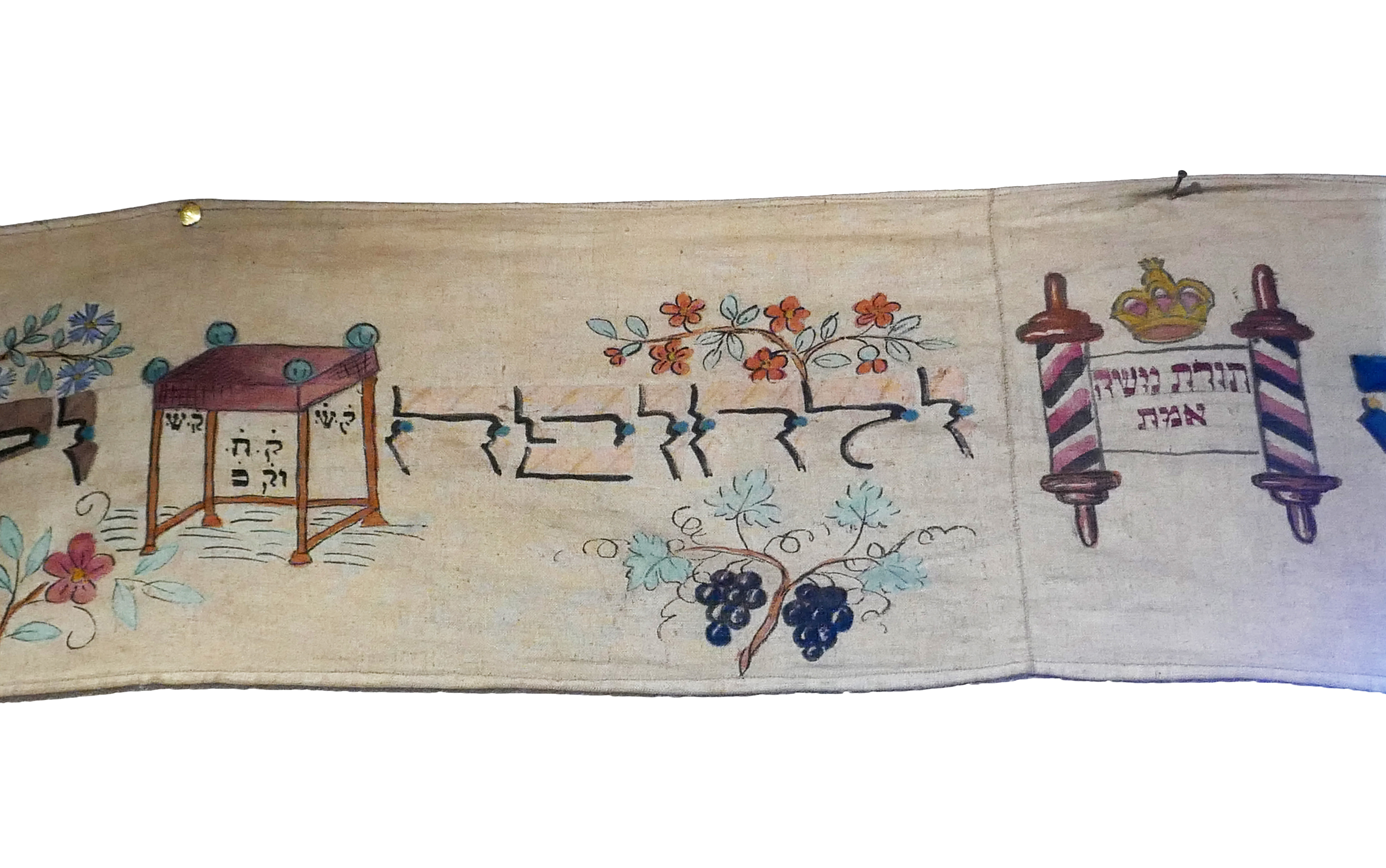
Mappa (détail).

### Arts et traditions populaires

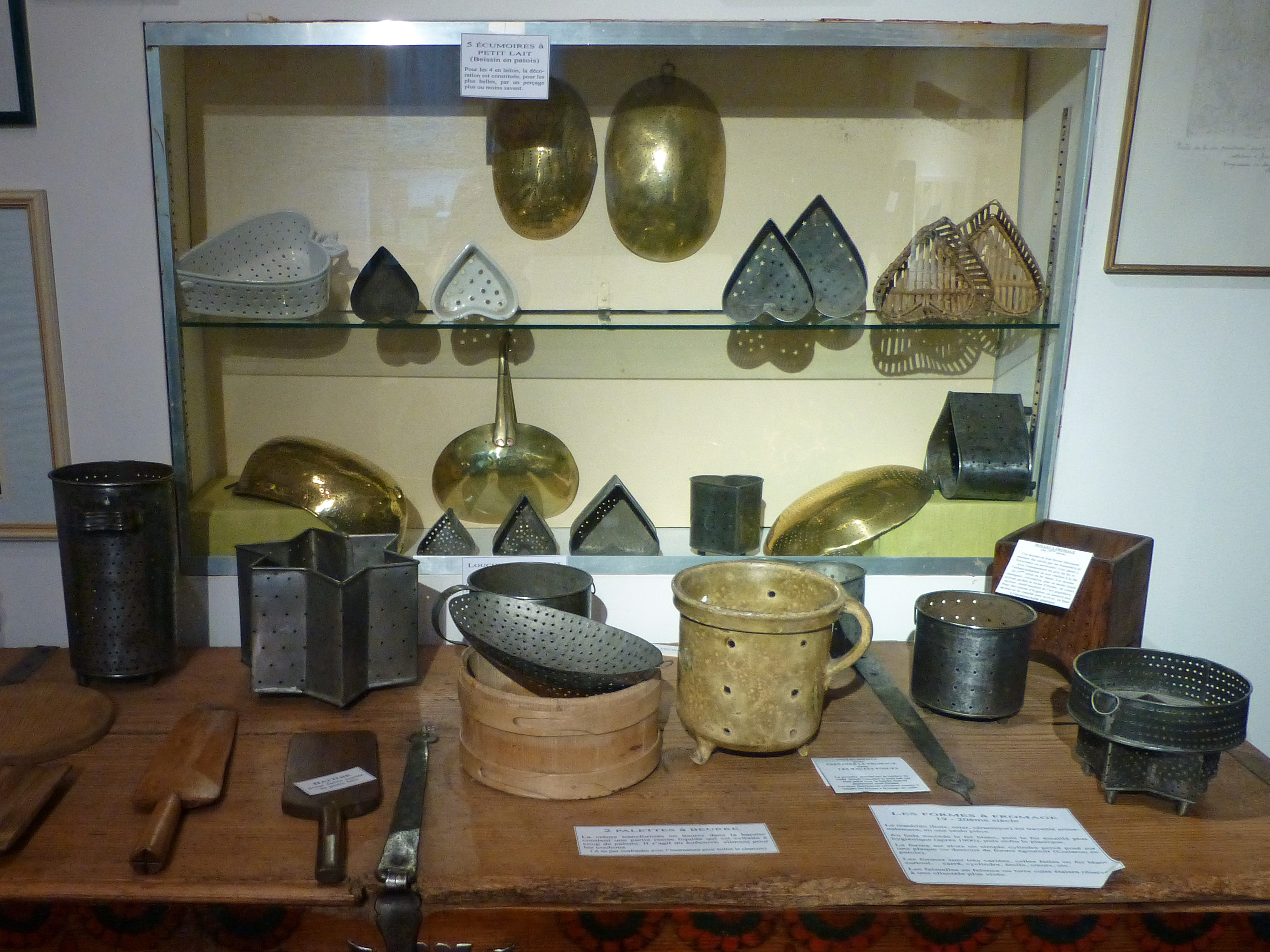
Formes à fromage.
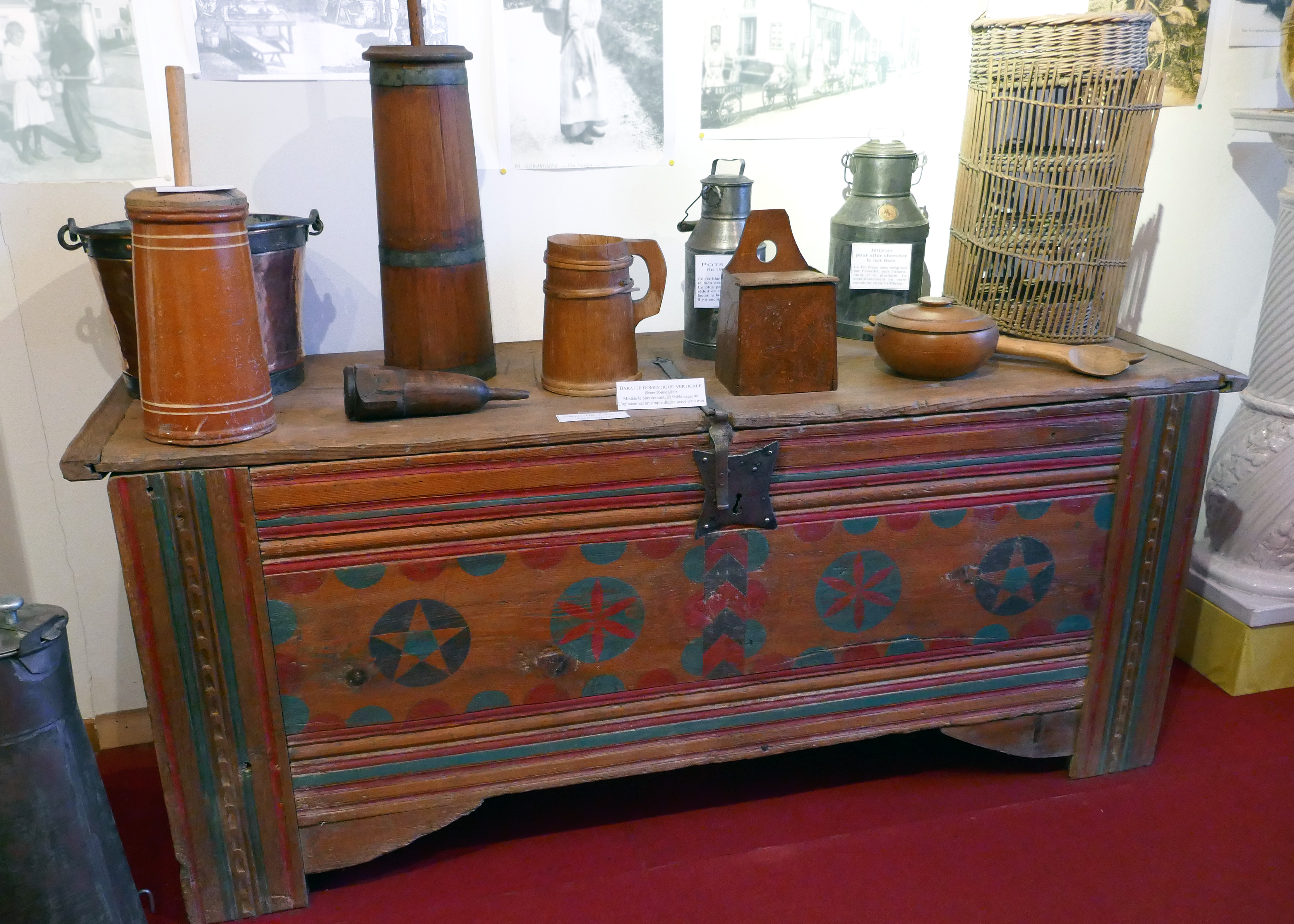
Ustensiles sur coffre peint.
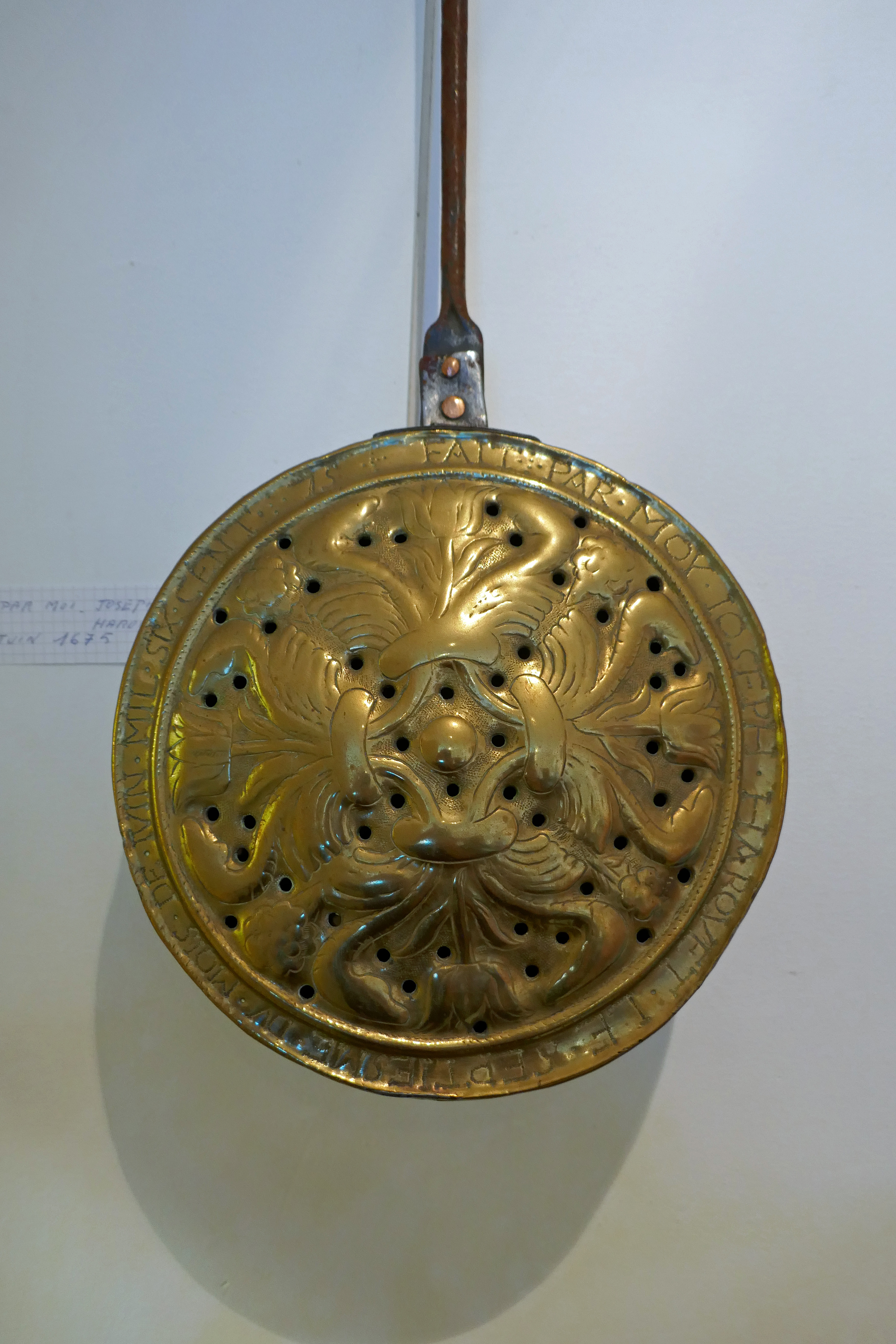
Bassinoire.
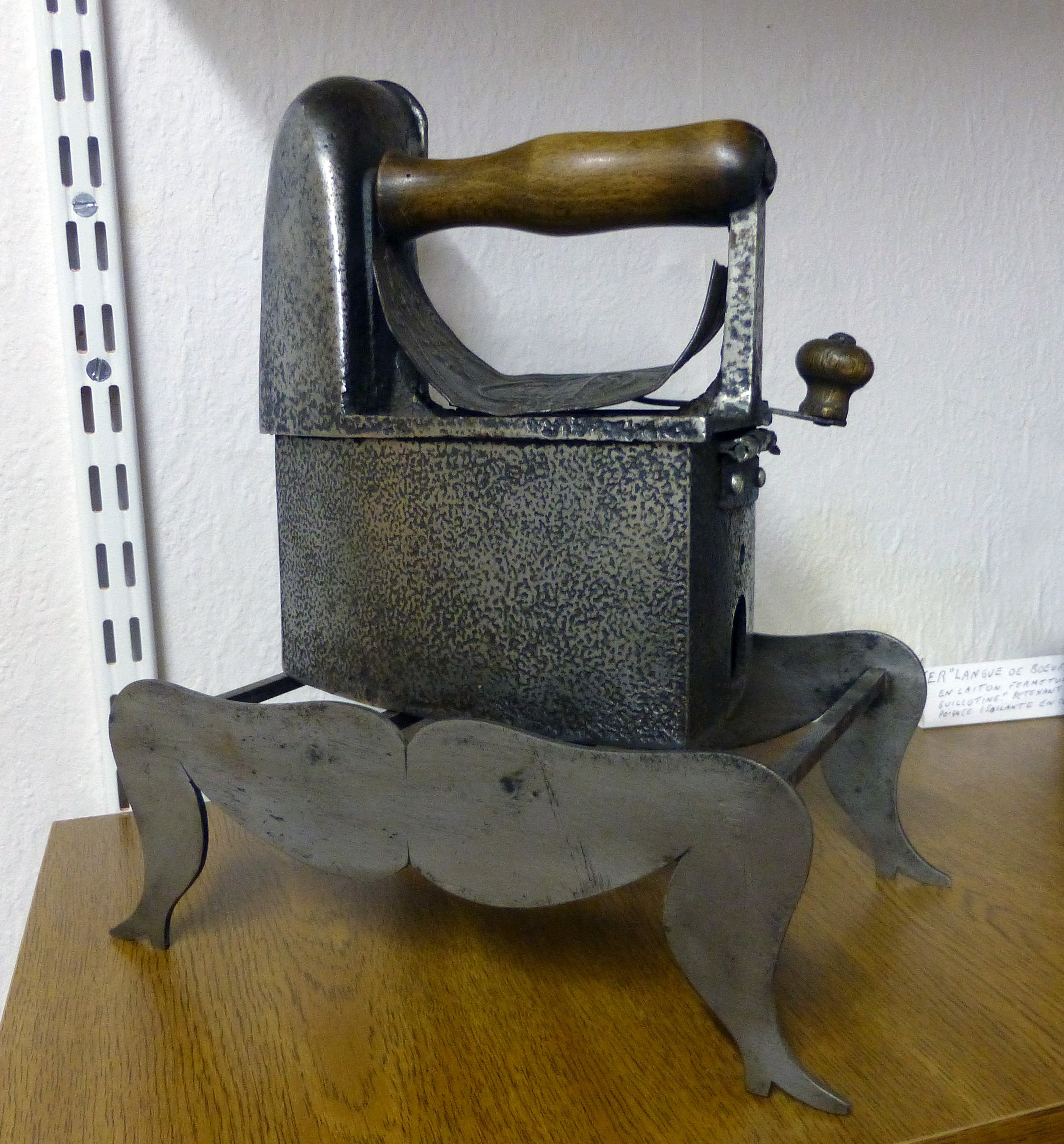
Fer à braises.

### Céramique

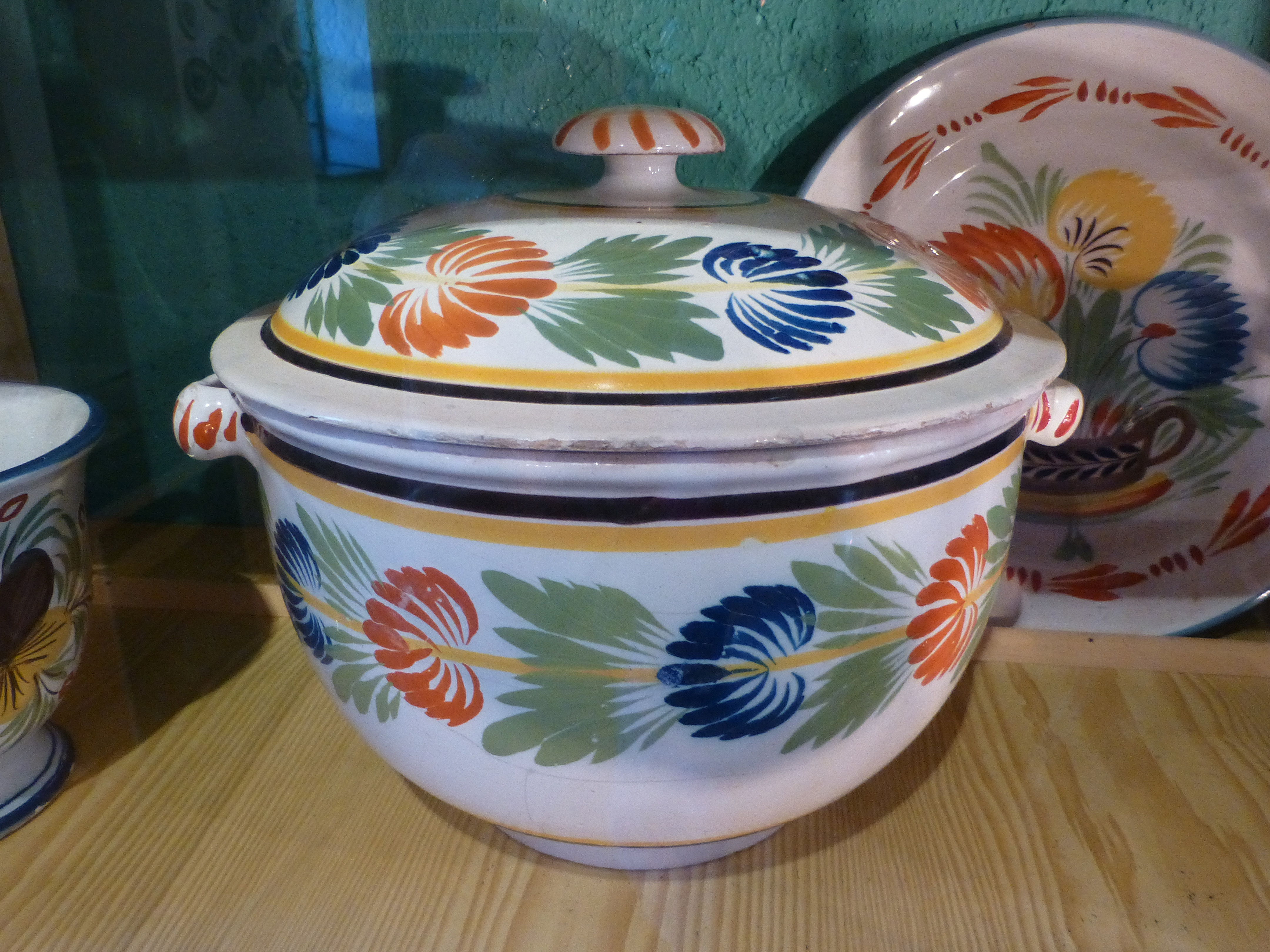
Faïence de Rambervillers.
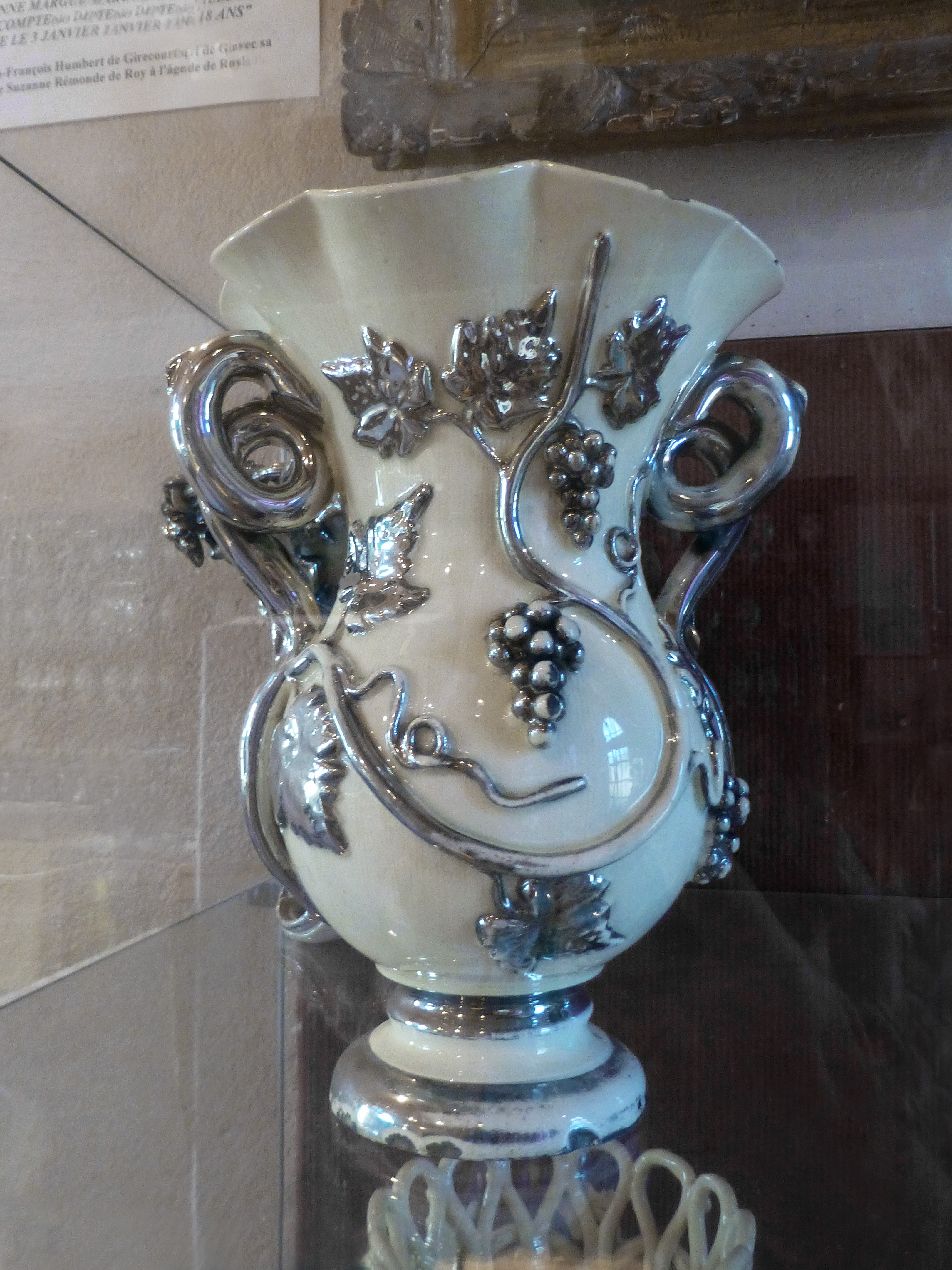
Faïence de Langeais.
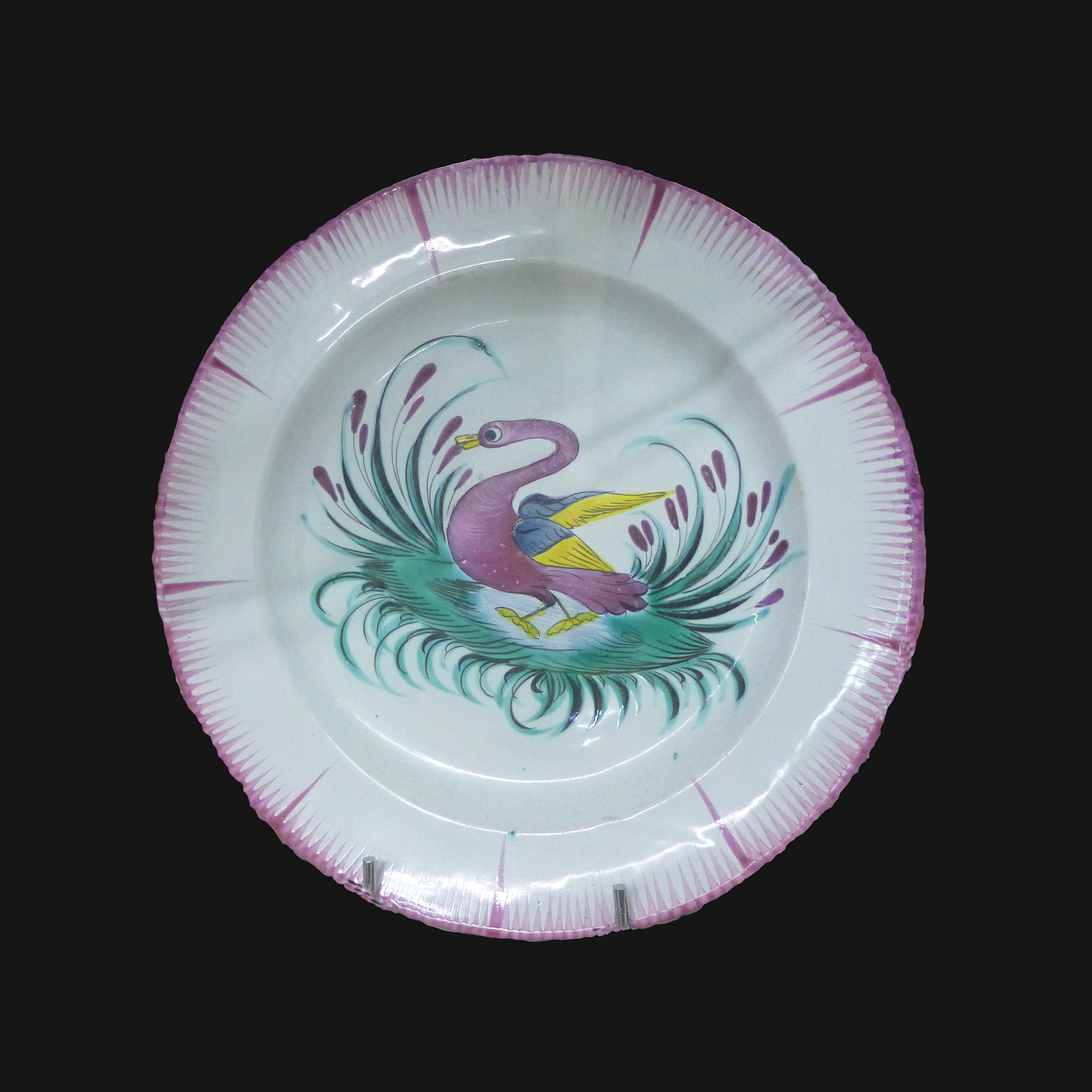
Faïence des Islettes.
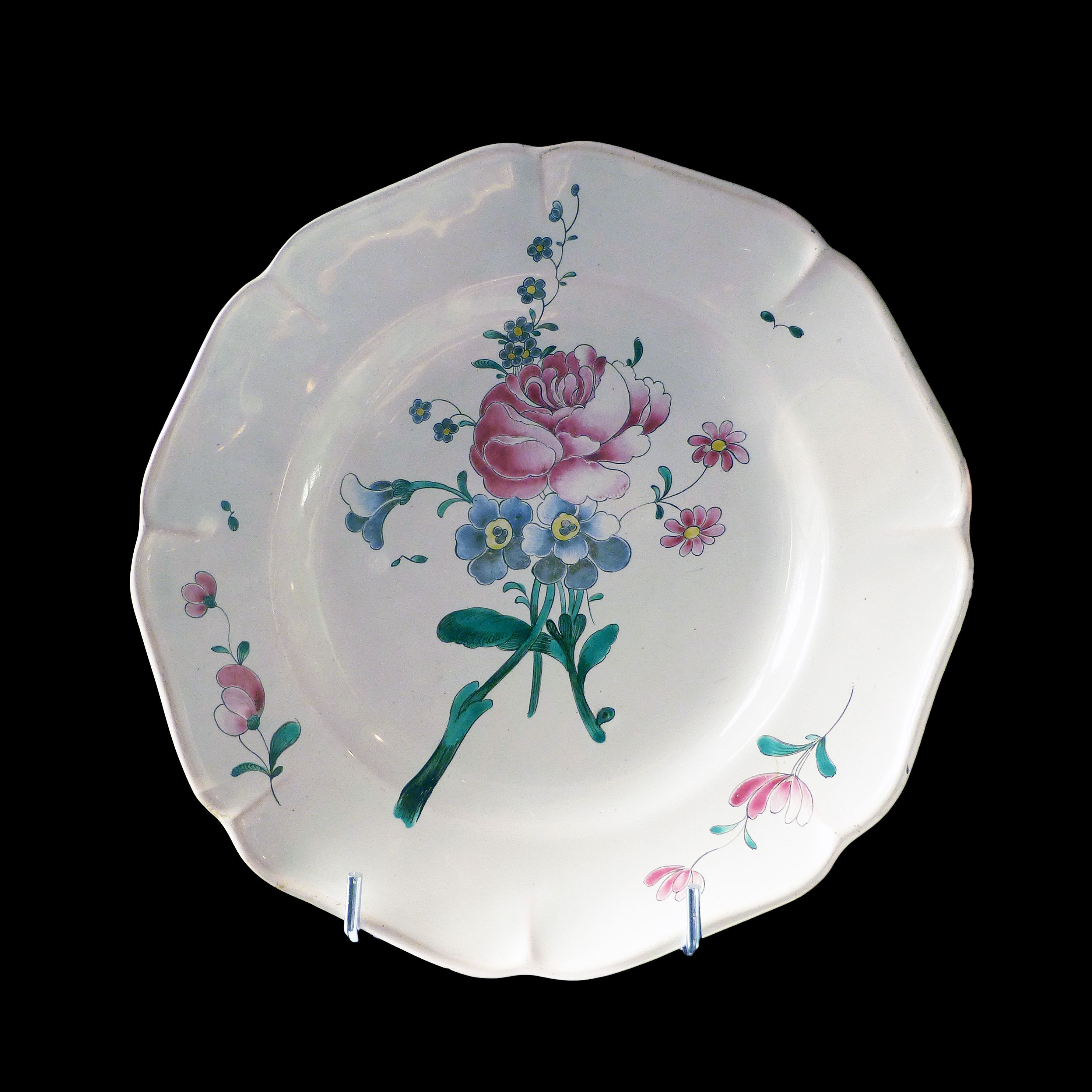
Assiette Joseph Hannong, faïence de Strasbourg.
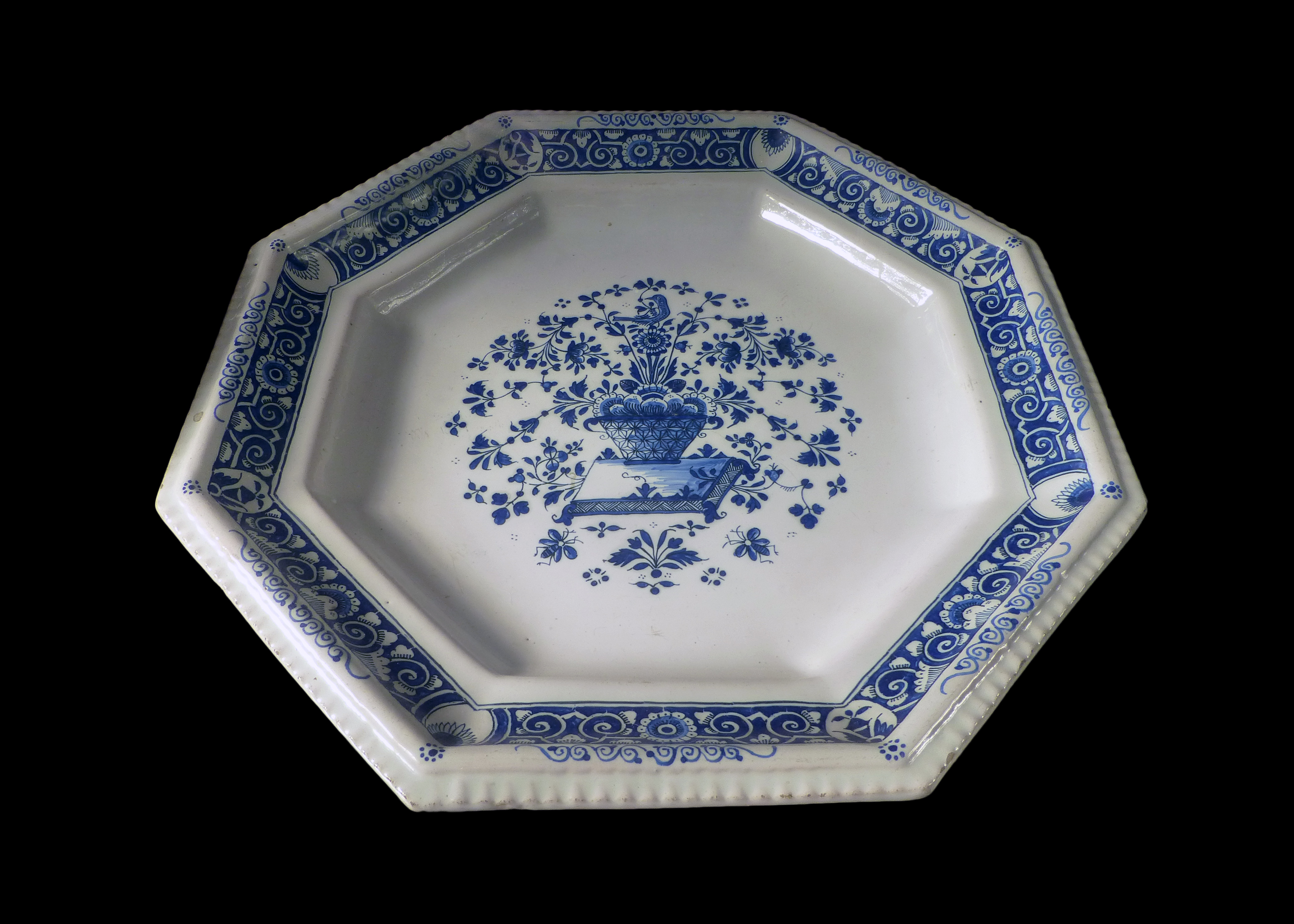
Plat Paul Hannong, faïence de Strasbourg.

### Ancien hôpital
Le musée abrite aujourd’hui 93 pots à pharmacie en faïence du premier tiers du XVIIIe siècle, commandés à la manufacture Jacques II Chambrette à Lunéville pour la pharmacie de l'hôpital militaire Saint-Jean de Bruyères, érigé entre 1727 et 1731, fondé par Jean-François Humbert de Girecourt.

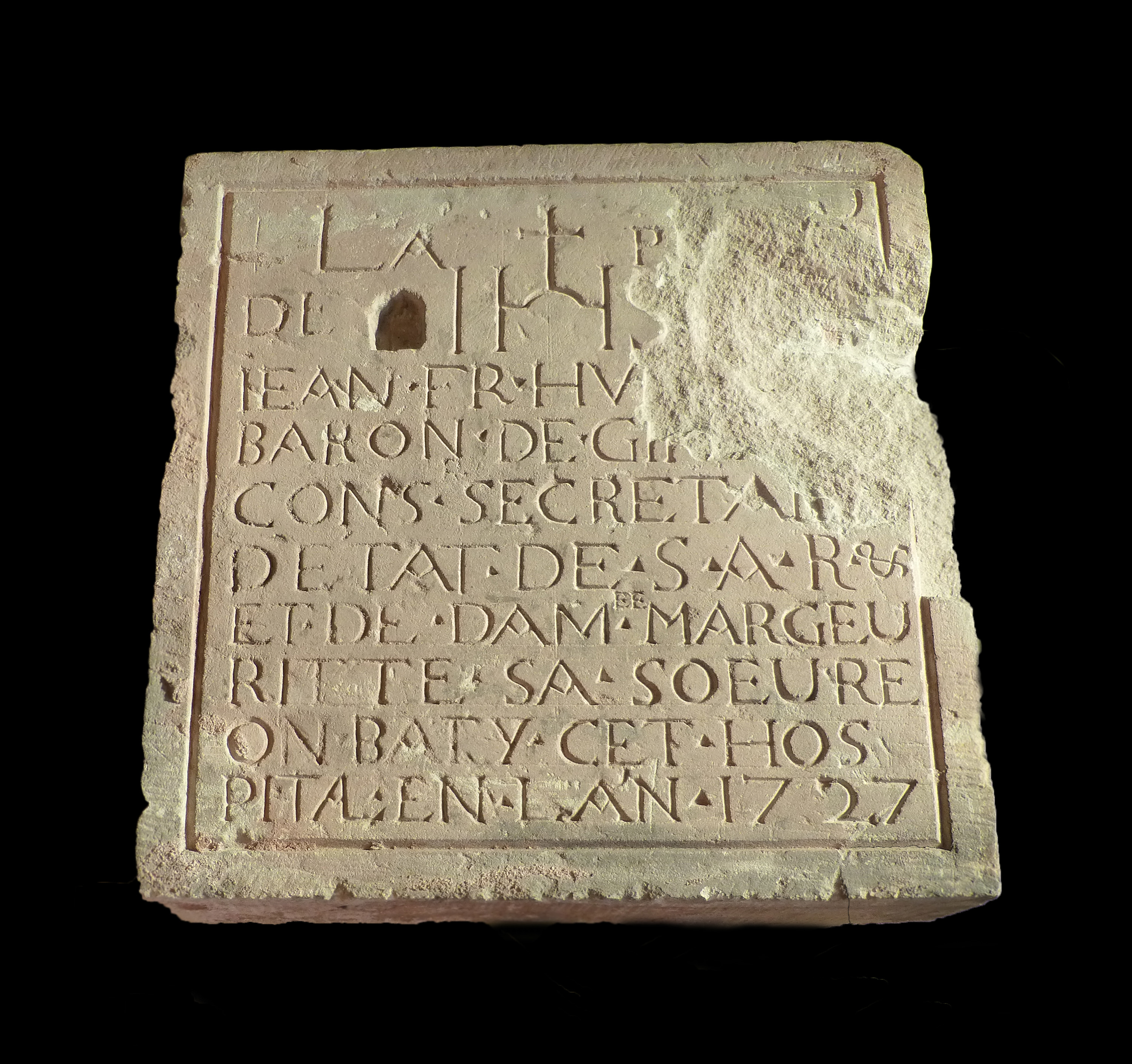
Première pierre de l'hôpital (1727).
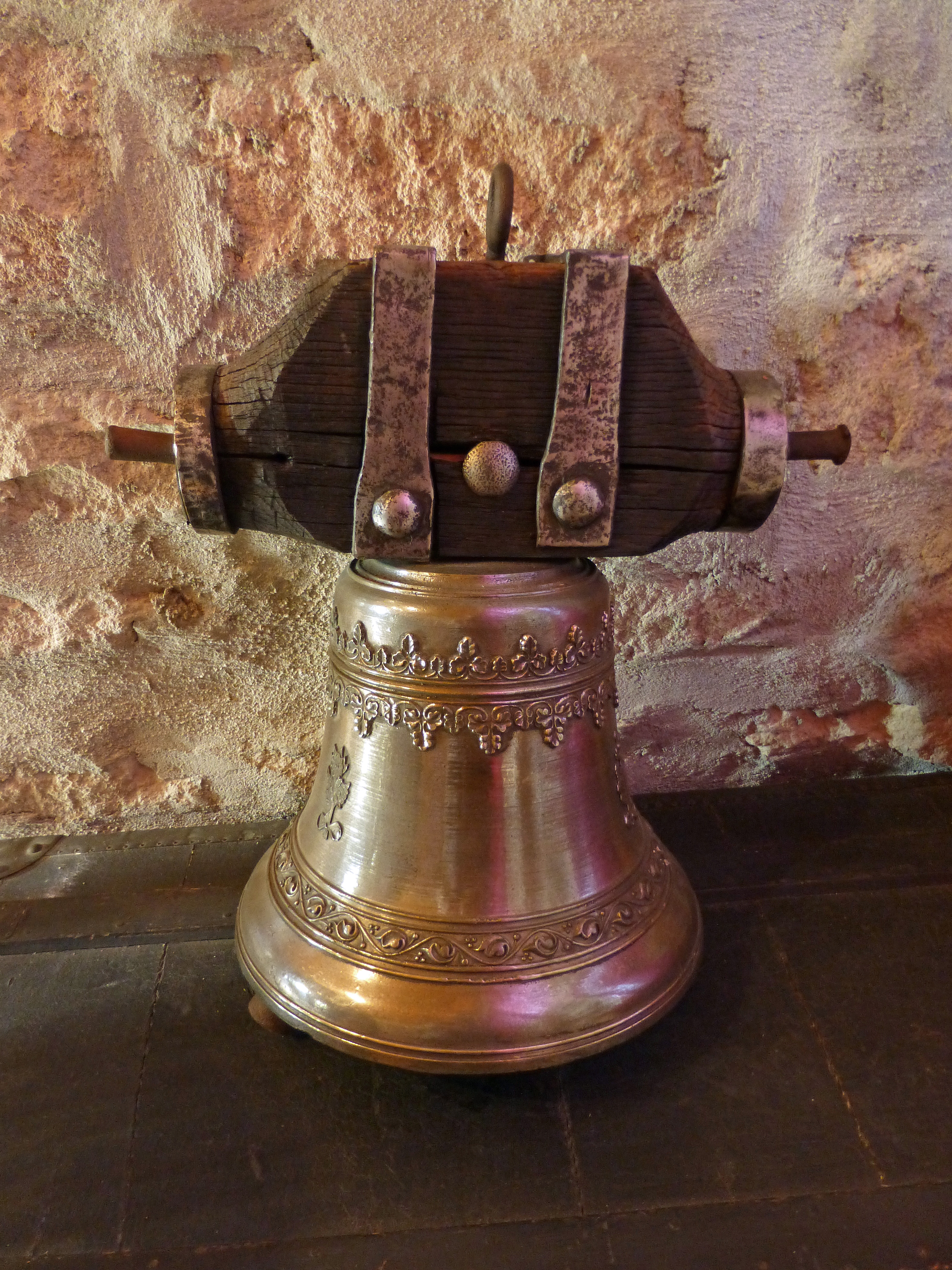
Cloche de l'hôpital.
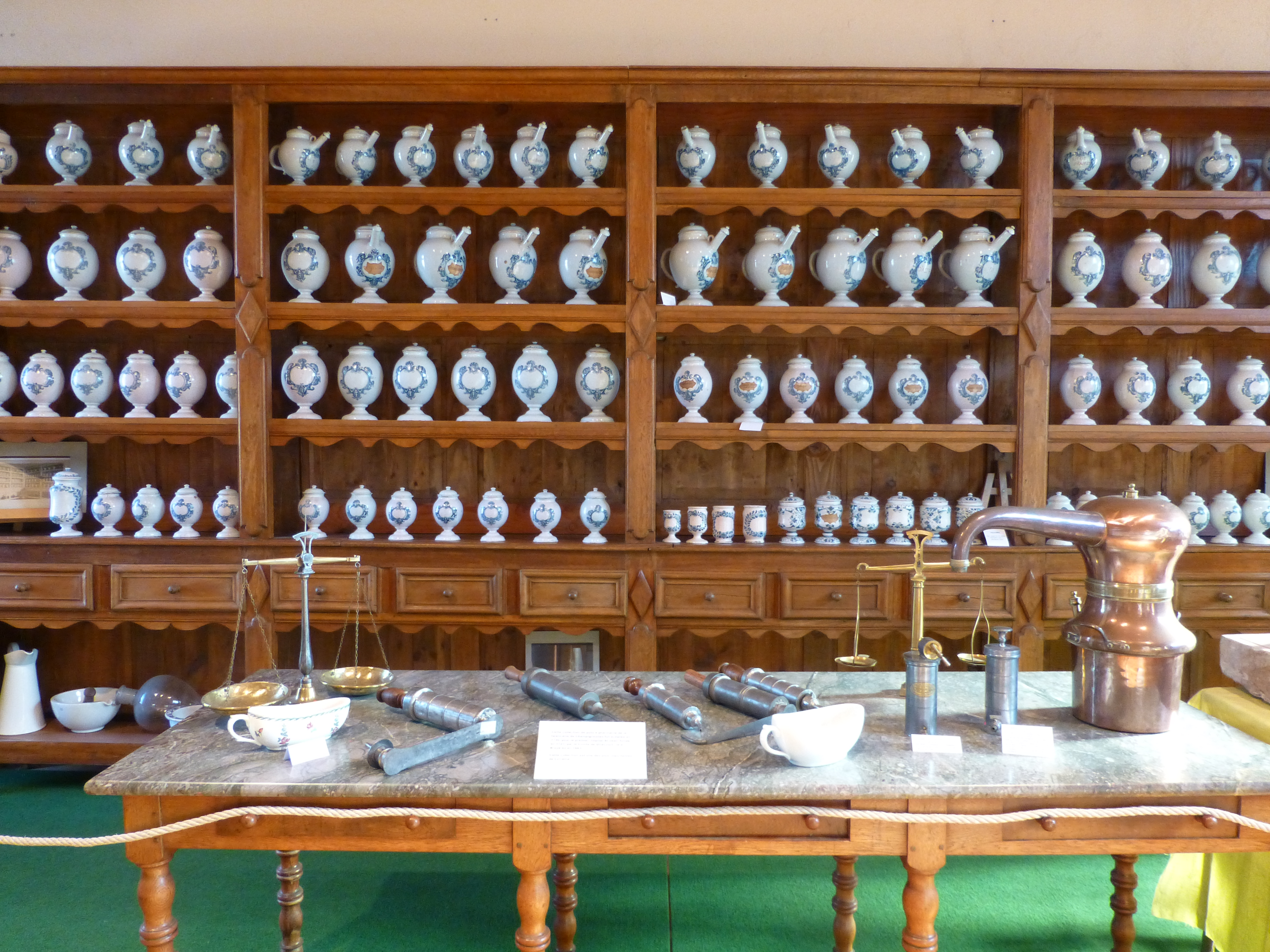
Apothicairerie dans son meuble d'origine.
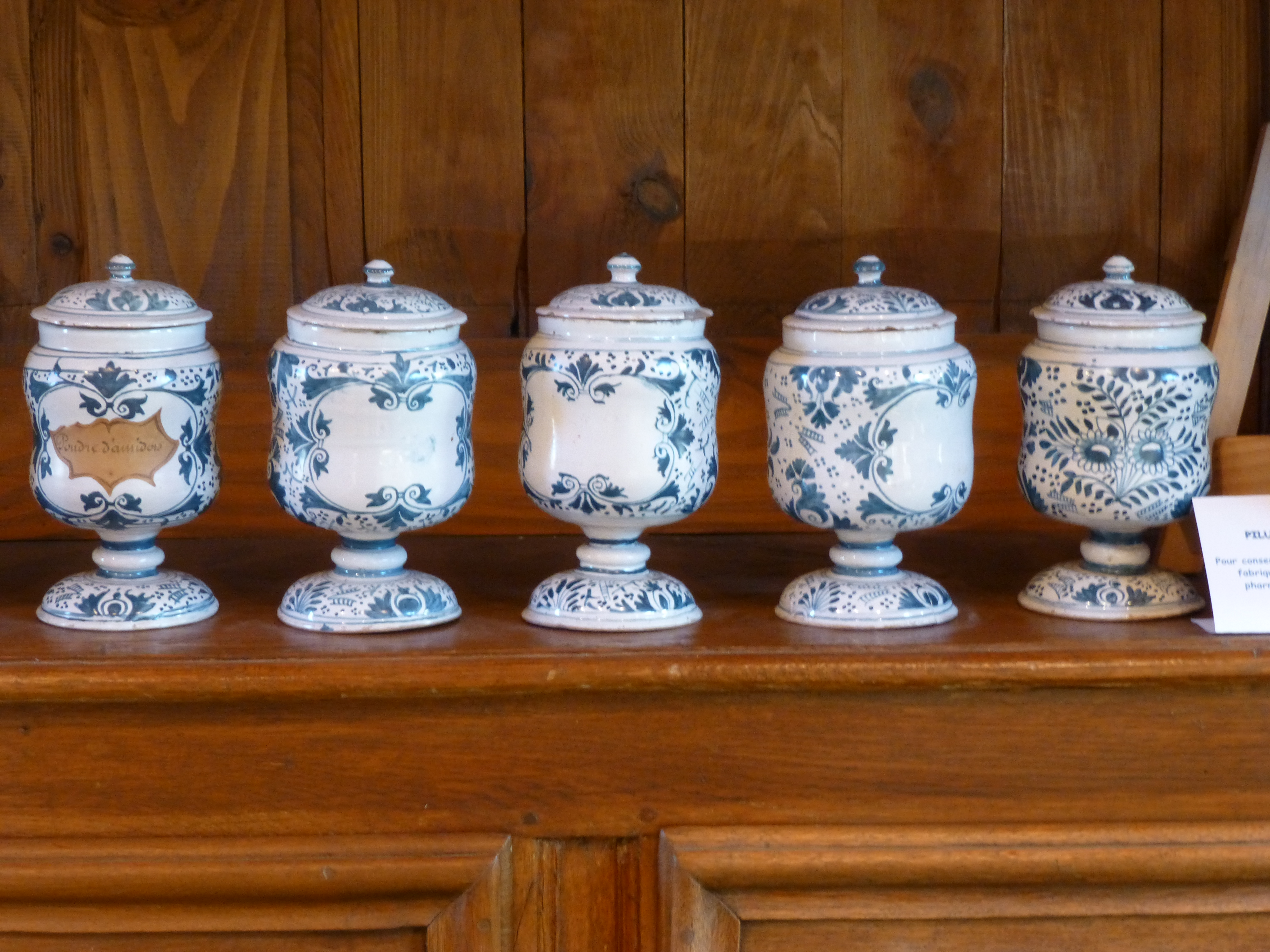
Pots à pharmacie.
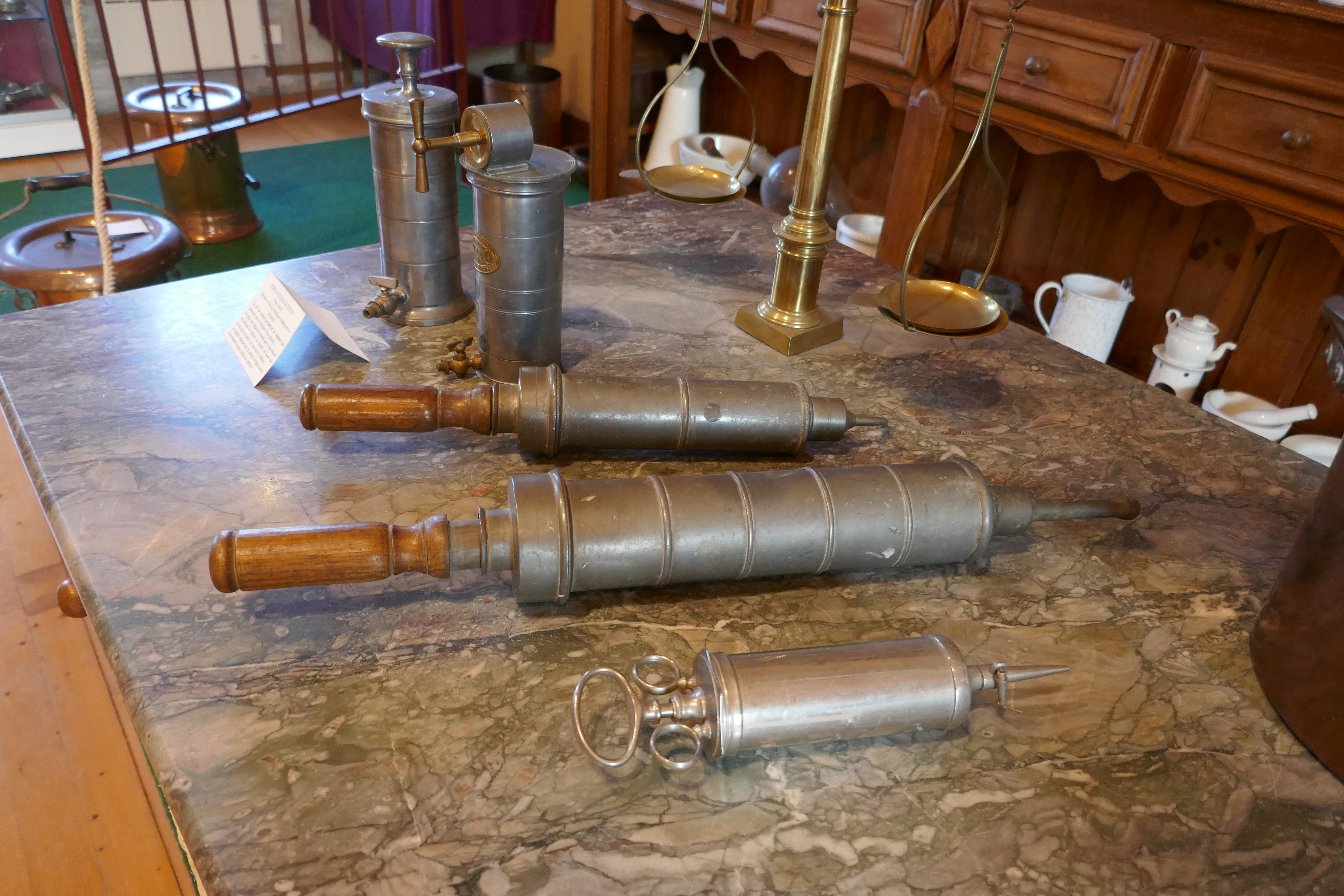
Irrigateurs.

## Jean Lurçat
Le musée consacre une salle au peintre, céramiste et créateur de tapisserie Jean Lurçat (1892-1966), né à Bruyères.